# Pachysandra terminalis
Espèce
Classification APG III (2009)
Pachysandra terminalis est une espèce de plantes à fleur de la famille des Buxaceae, originaire du Japon, de la Corée et du Nord-Est de la Chine.

## Description
C'est une herbacée persistante, poussant jusqu'à 30 cm de haut, généralement moins. Les feuilles mesurent 3 à 8 cm de long, luisantes. Les fleurs sont petites, blanches, et portées en grappe de 2 à 3 cm de long.

## Habitat
Zones ombragées et entre 1000-2600 m dans le Gansu, Hubei, Shaanxi, Sichuan, Zhejiang, au Japon et en Corée.

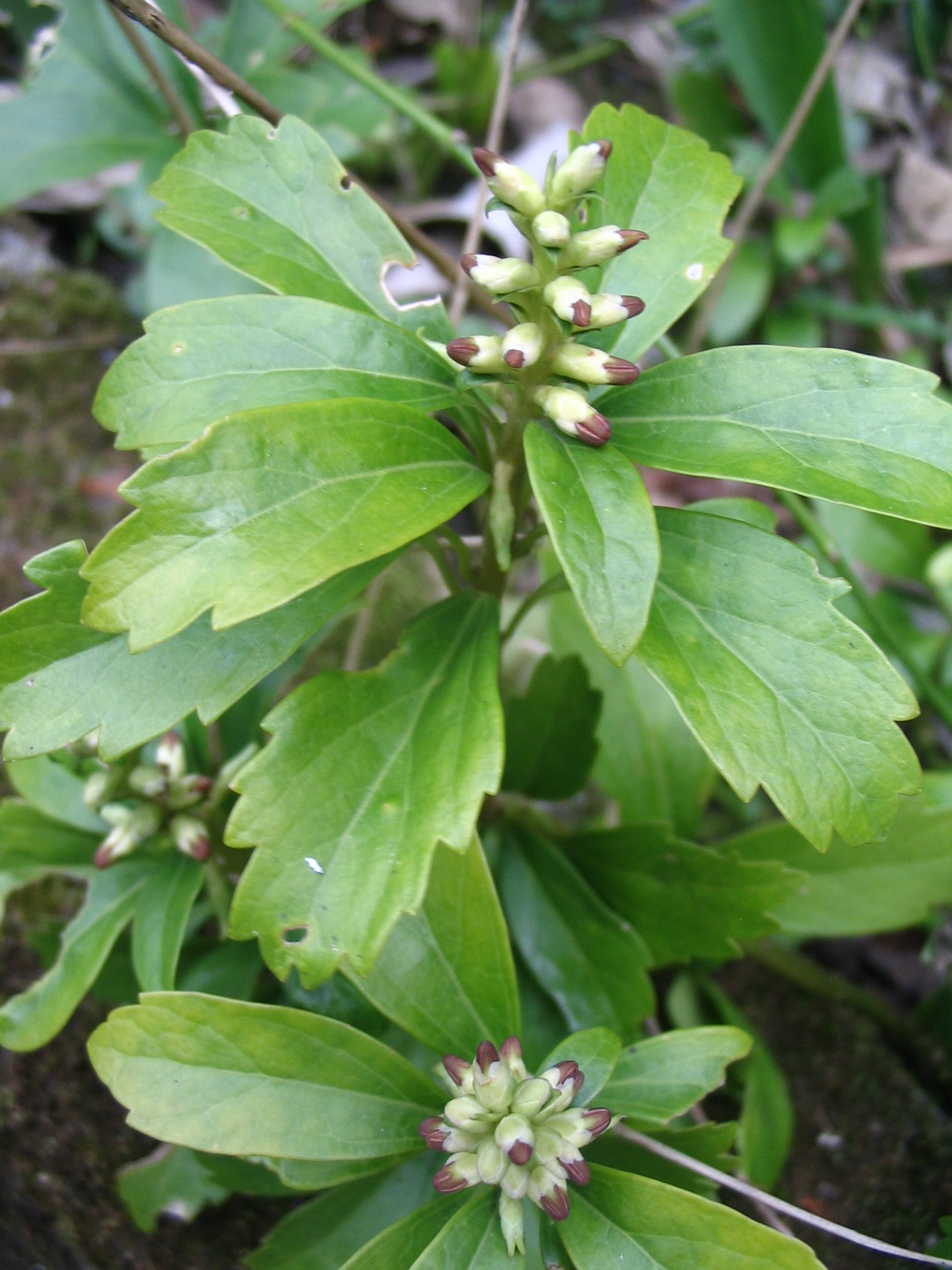
Pachysandra terminalis en bourgeons

## Utilisation
Pachysandra terminalis est cultivée comme plante ornementale en couvre-sol en zone ombragée, en Europe et en Asie.